# بافيليون لوكوربوزيه
بافيلون لو كوربوزييه - Pavillon لو كوربوزييه

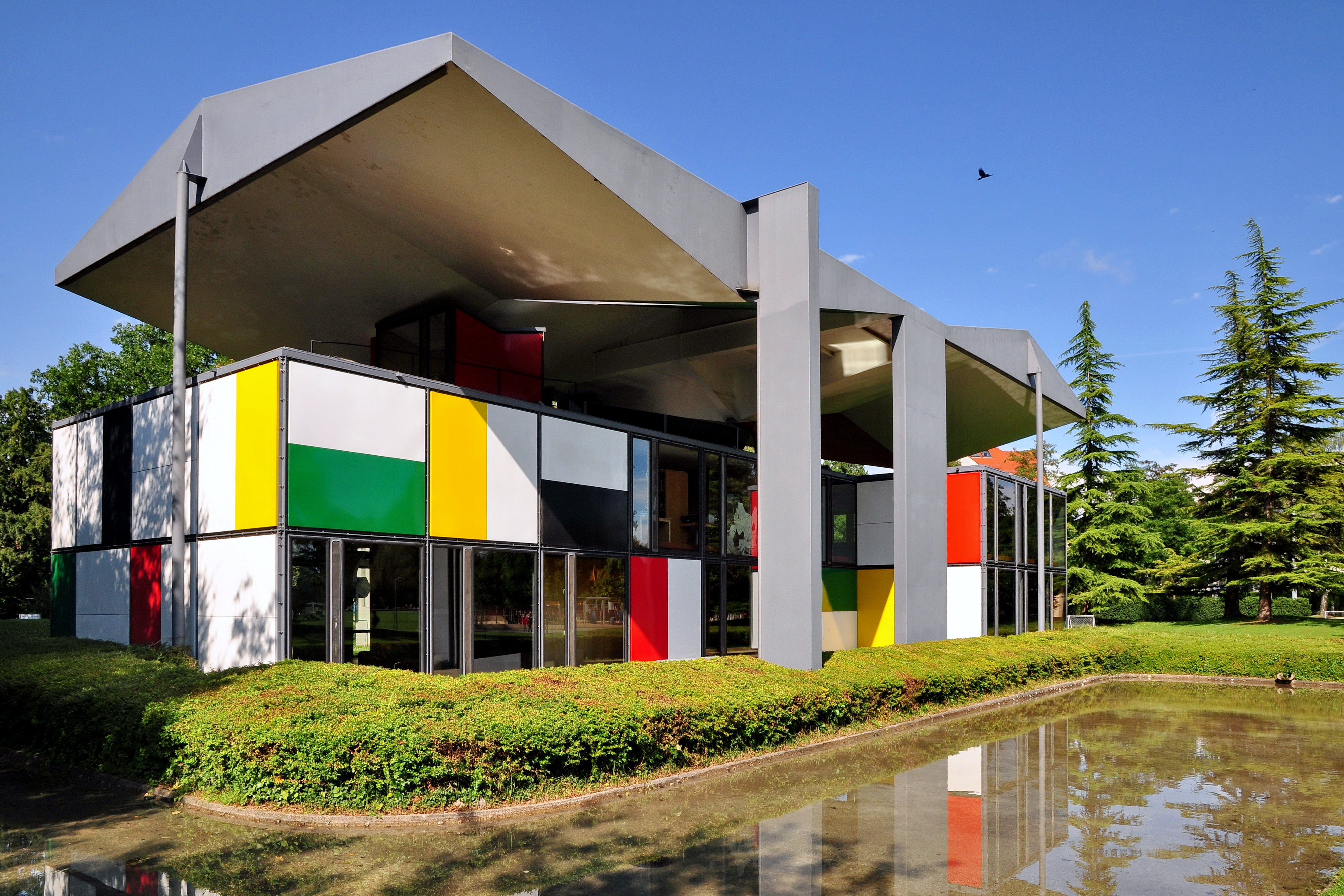
بافيليون لوكوربوزيه- زيورخ

إنه المبنى الأخير الذي صممه لو كوربوزييه والذي يمثل تغييراً جذرياً في استخدام الأسمنت والحجر ، وهو مؤطر بسبائك من الفولاذ والزجاج. وقد استخدم لو كوربوزييه بكثافة عناصر سابقة الصنع ولوحات زجاجية متعددة الألوان مثبتة على هيكل مركزي، وصمم السقف بشكل كابولي لحماية المنزل من المطر والشمس.

## وصلات خارجية
- الموقع في جوجل ماب